# Petit Musée de la Récade

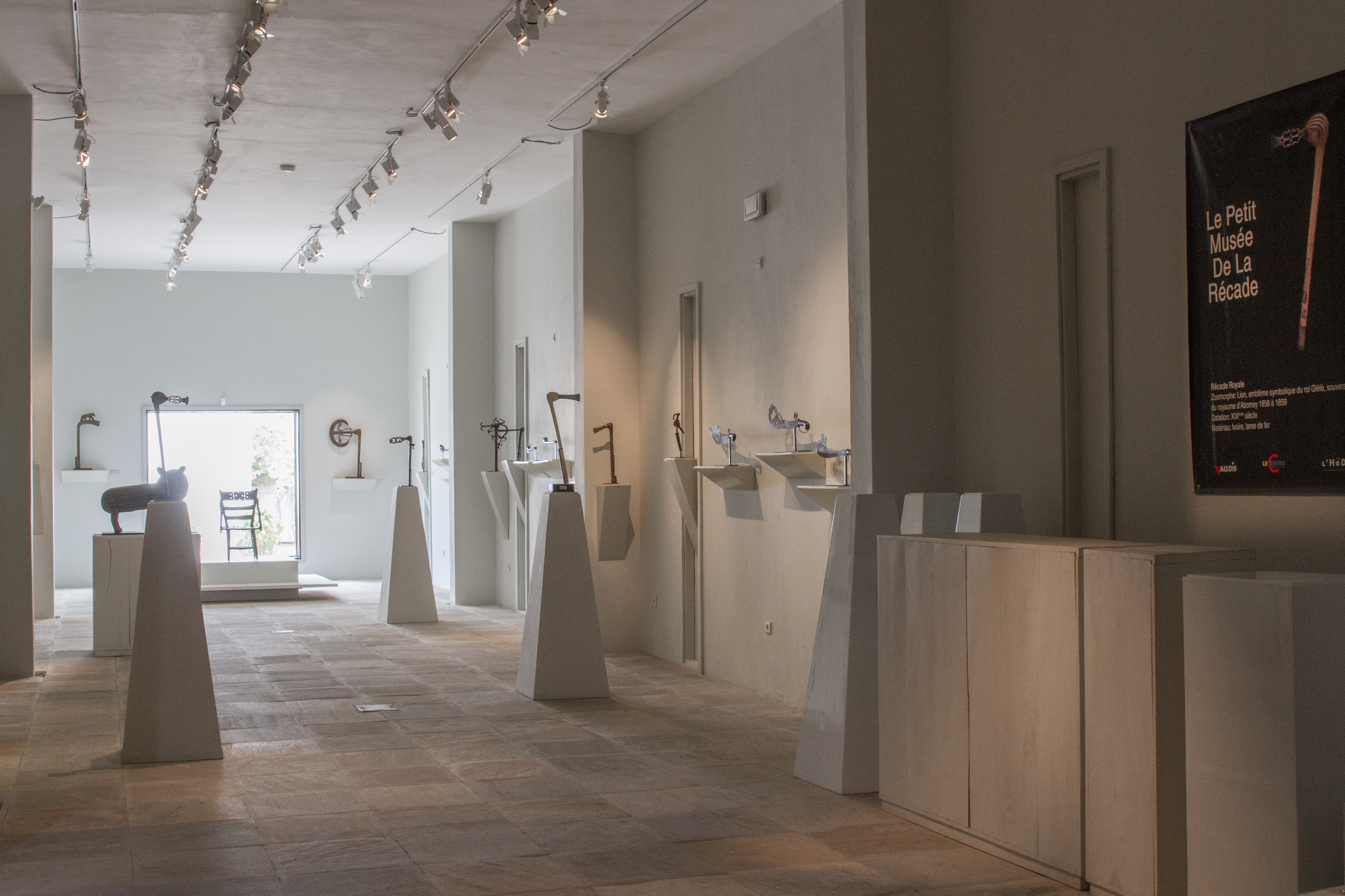
Exposition au Petit musée de la Récade.

Le Musée de la Récade, inauguré le 1er décembre 2015, est un musée béninois situé à Abomey-Calavi, au sud du pays. C'est le seul musée consacré à la récade, symbole du pouvoir du royaume du Danxomè.
Il est intégré au Centre, un espace artistique pluridisciplinaire, à Godomey.

## Histoire
Lorsque le musée est créé en 2015 sur l'initiative de Robert Vallois, galeriste parisien et du Collectif des antiquaires de Saint-Germain-des-Prés, ces professionnels lui remettent trente-sept récades anciennes et six objets royaux et de culte fon.

Le 17 janvier 2020, ils donnent au musée une nouvelle série de pièces (récades, sabres et objets) qui proviennent de deux anciennes collections européennes, acquises par le Collectif lors d'une vente aux enchères à Nantes, celle d’Alfred Testard de Marans, chargé de la direction du service administratif lors de l’organisation de l’expédition du Dahomey en 1890, ainsi que celle de l’abbé Le Gardinier, missionnaire colonial.
Le musée, qui compte pour le moment 7 000 visiteurs annuels – principalement des enfants et des personnes issues de la localité –, espère que cette donation permettra d'atteindre 10 000 entrées en 2020.
Ces initiatives privées trouvent nécessairement place dans le débat général sur la restitution de biens culturels à l'Afrique, mais ne s'inscrivent pas directement dans le processus de restitution des biens culturelles du Bénin par la France, qui ne portent que sur les œuvres conservées dans les collections publiques.

## Collections
À l'ouverture, le musée comptait 41 récades traditionnelles.
Des artistes plasticiens béninois reconnus – Aston, Gérard Quenum, Prince Toffa, Richard Korbiah, King Houdekpinkou, Rémy Samuz, Azebaba, Edwige Aplogan, Benjamin Deguenon ou Dominique Zinkpè – ont en outre été sollicités pour revisiter cet objet historique. La collection de récades contemporaines est exposée aux côtés des pièces originales.

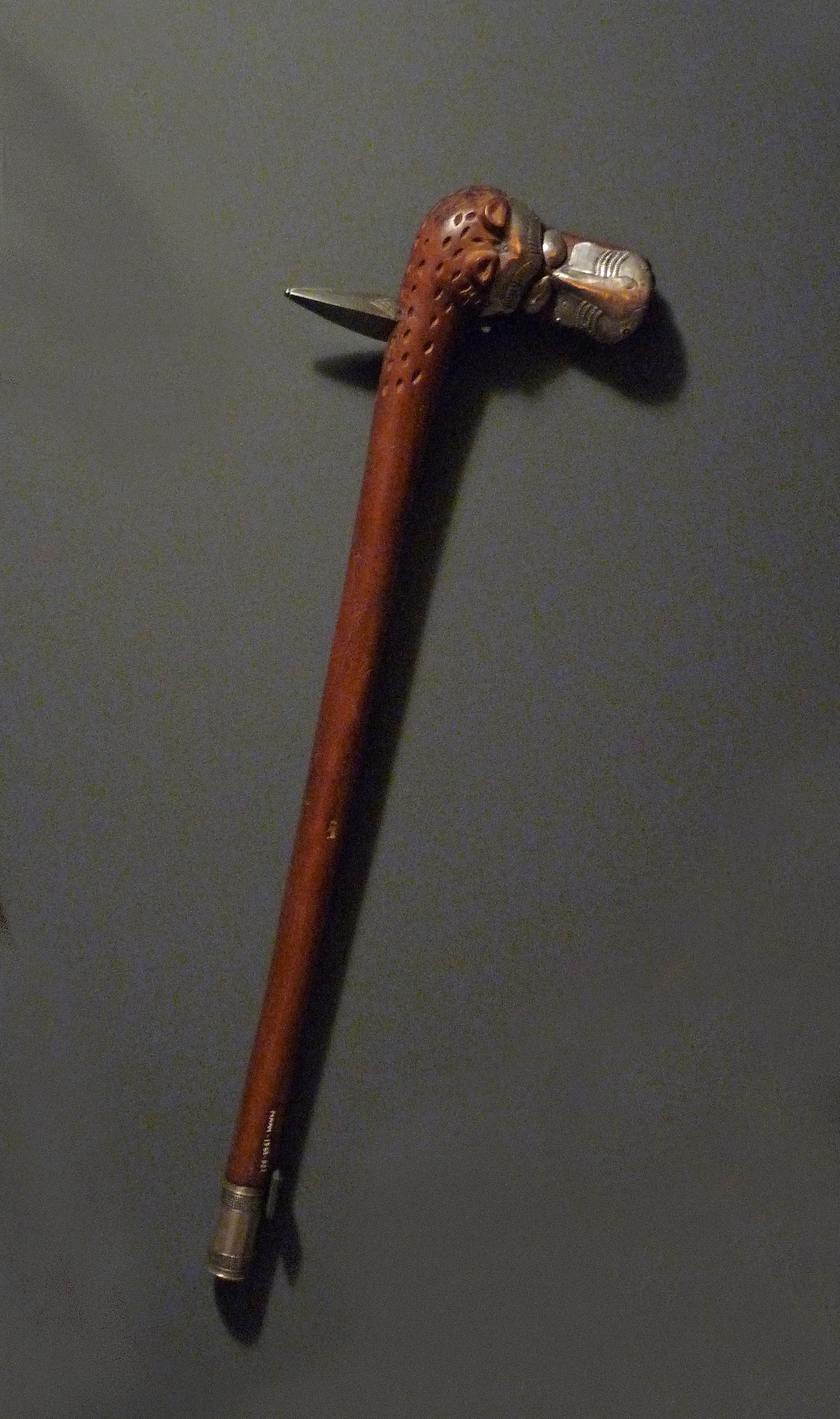
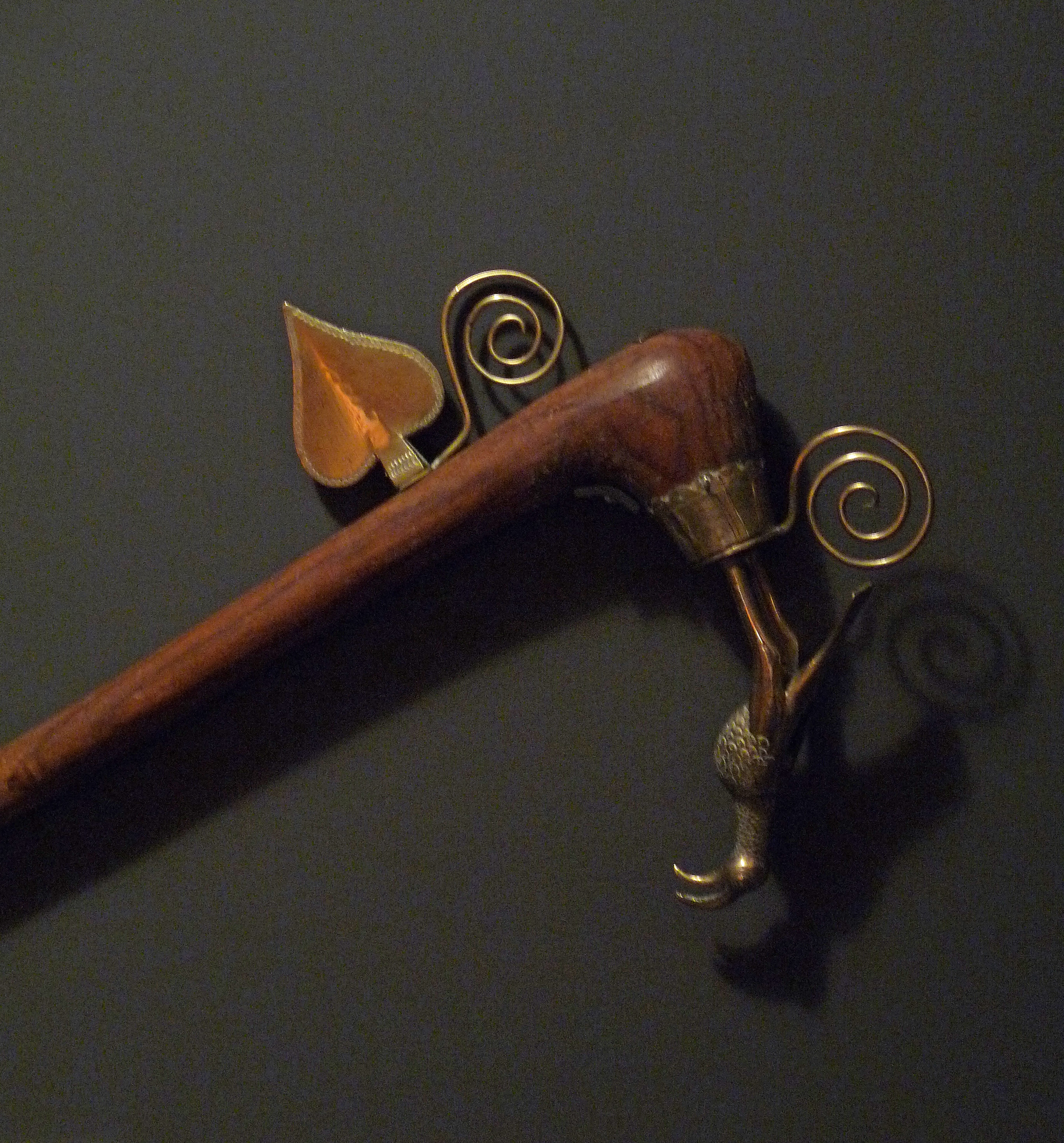
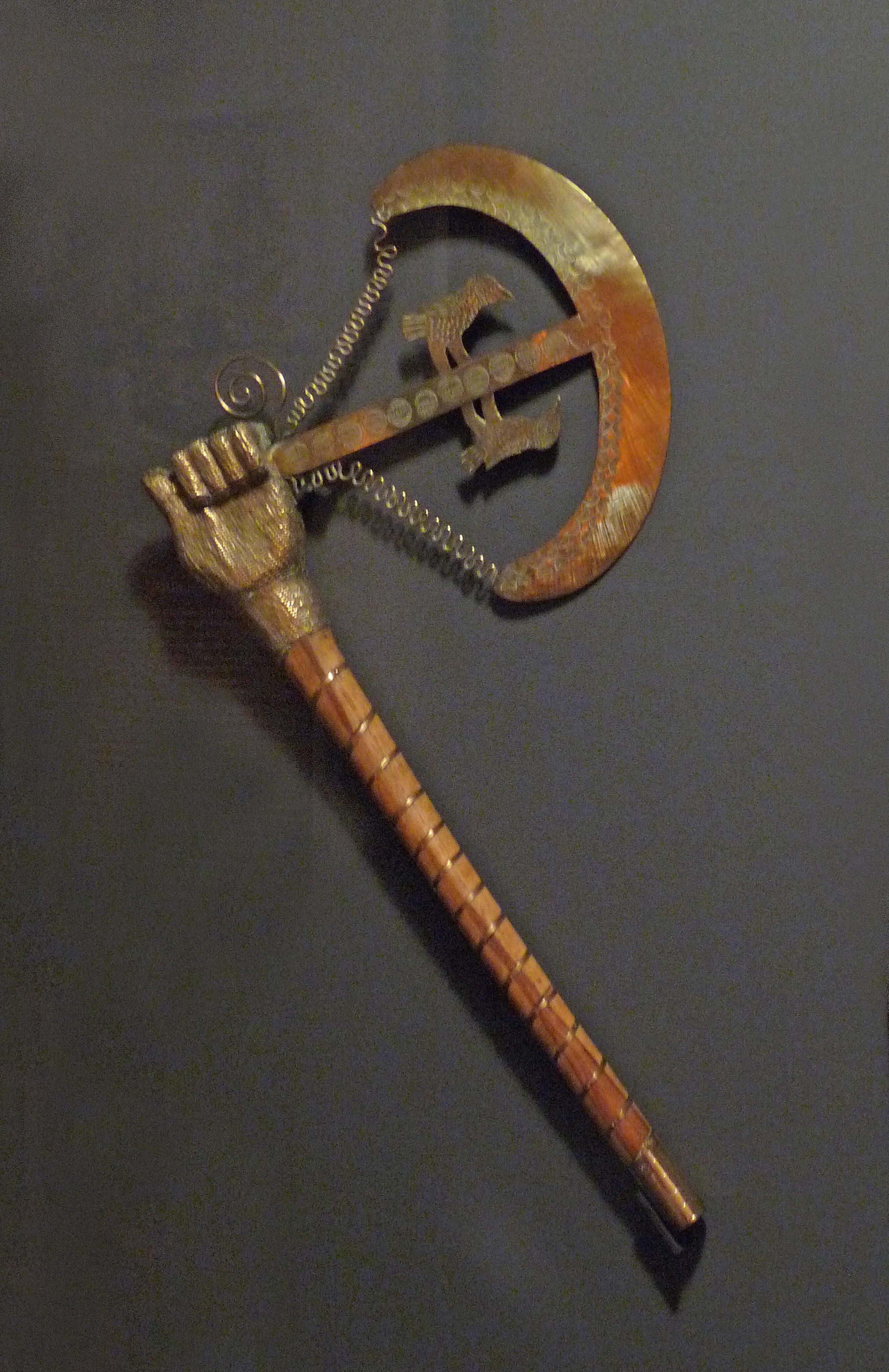
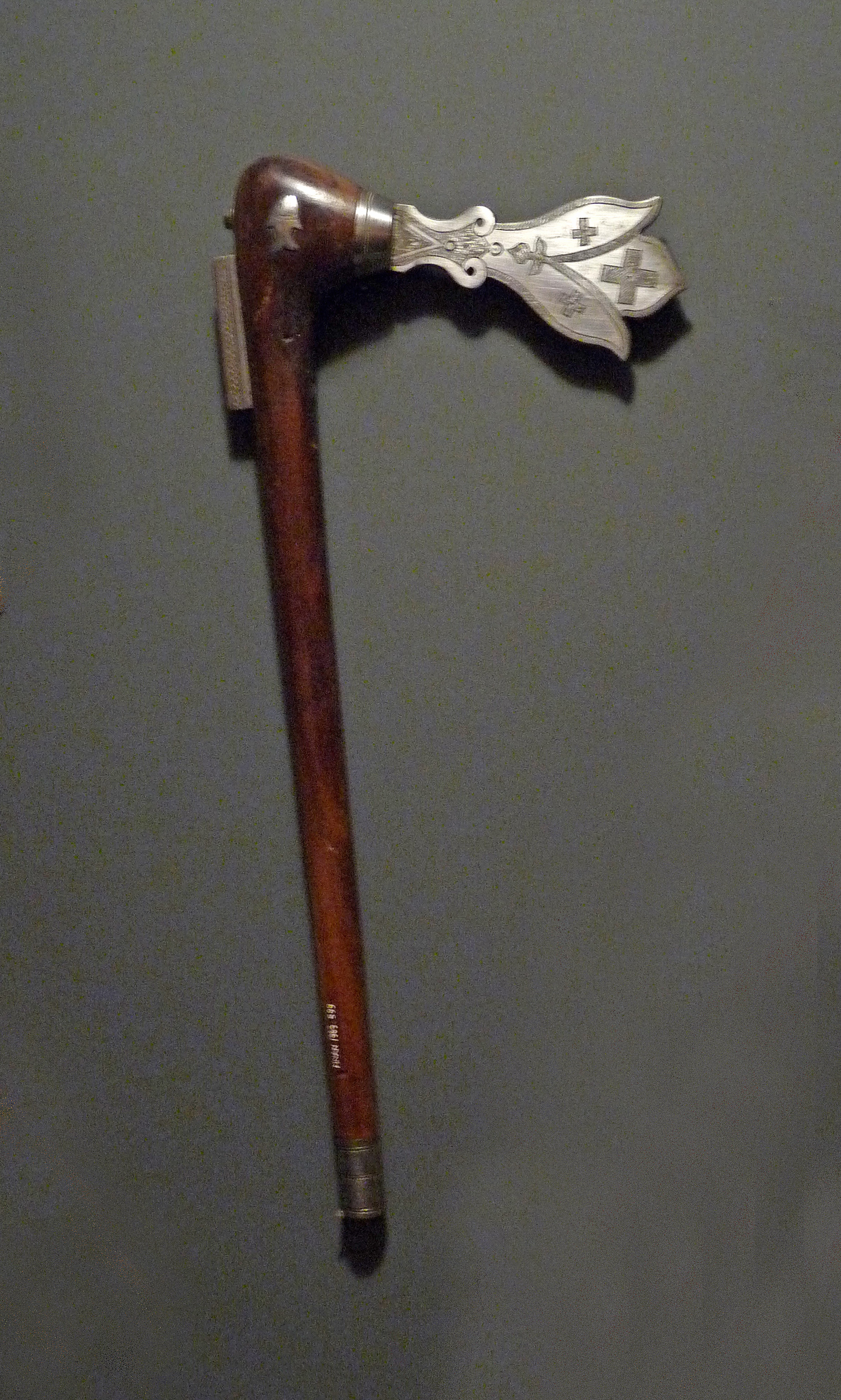
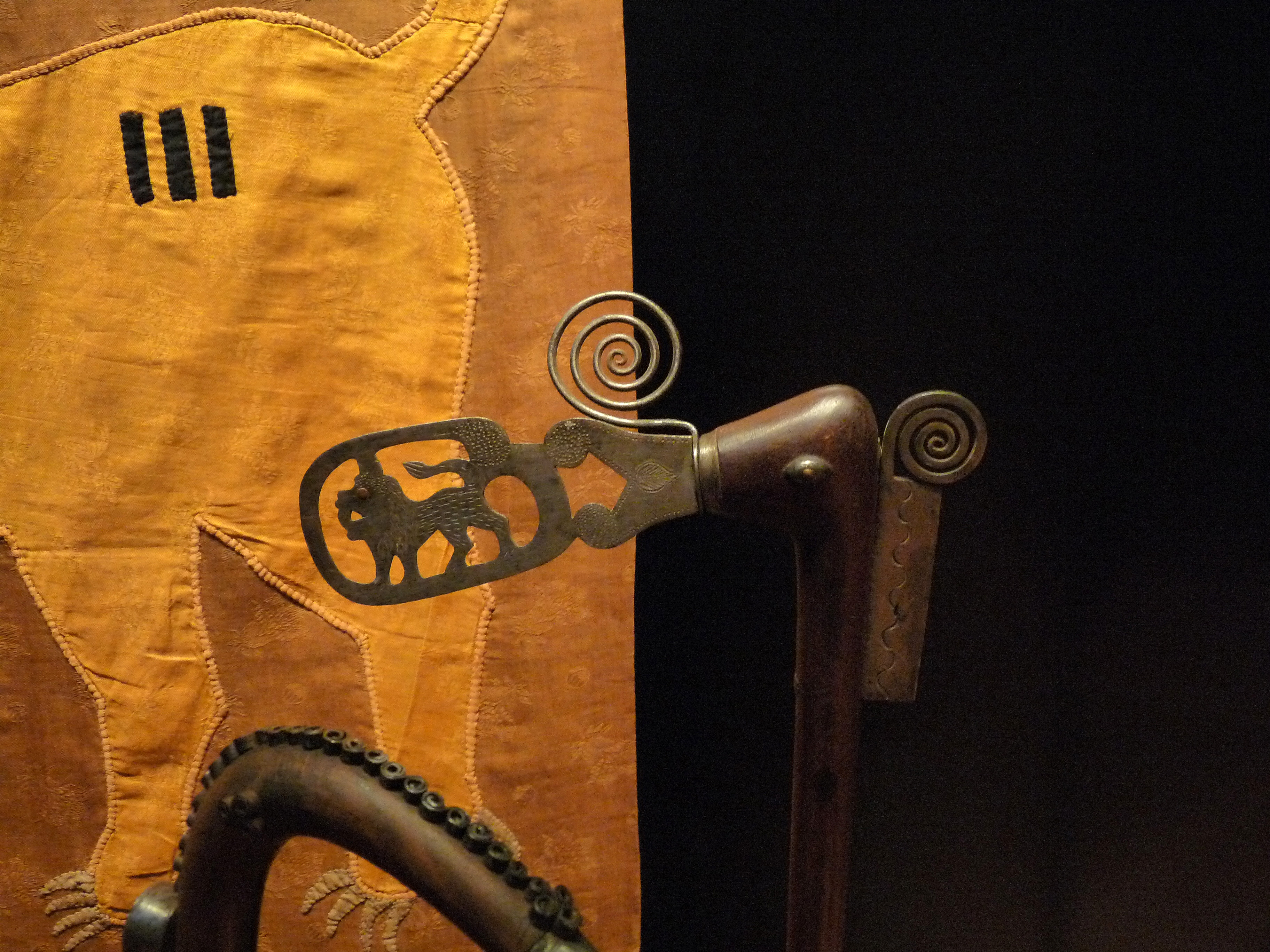
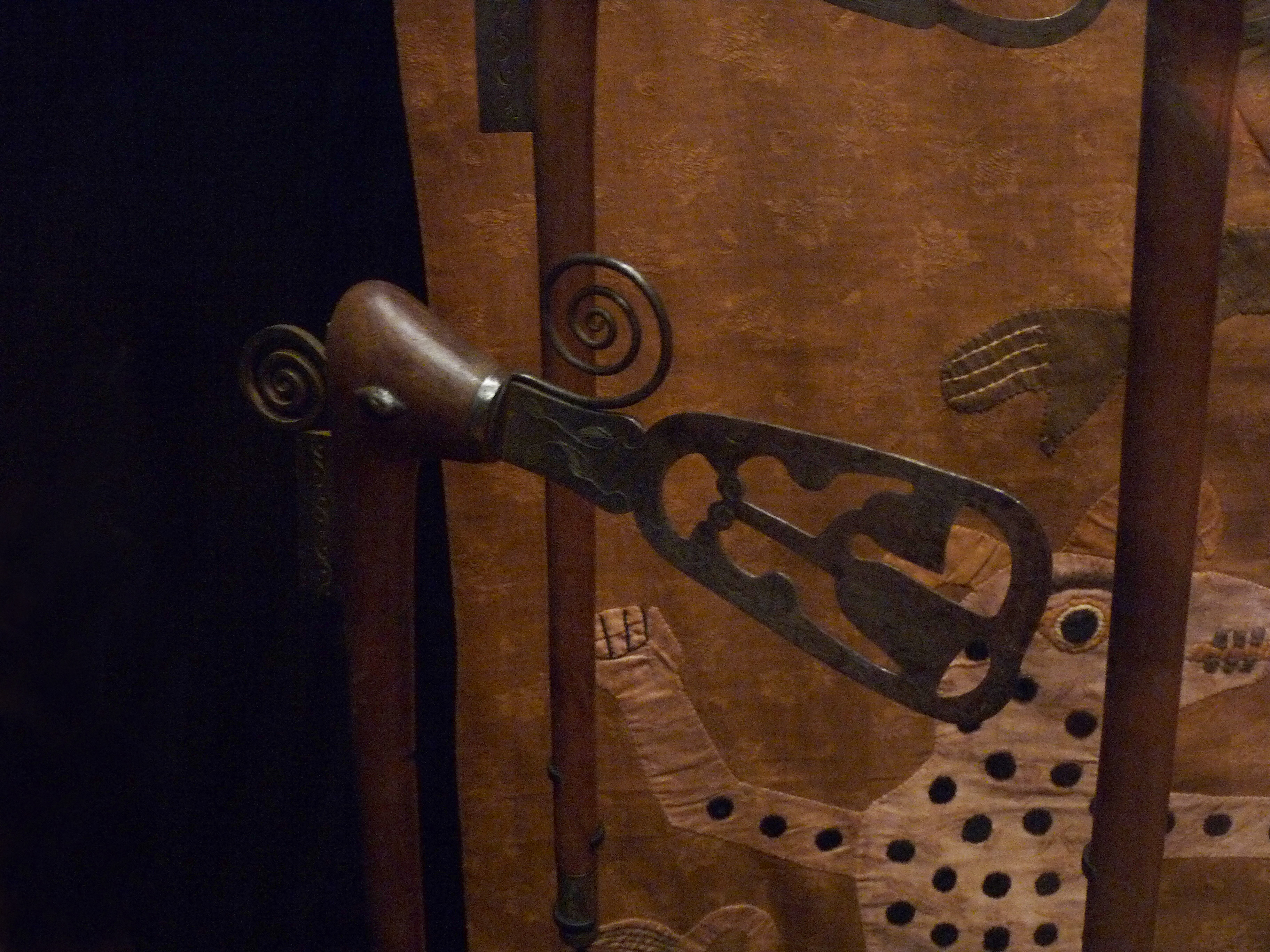